# Moḩammadābād (del av en befolkad plats)
Moḩammadābād (persiska: مُحَمَّدَب آباد, مَهان آباد, مَهان, محمّد آباد, Moḩammadabābād) är en ort i Iran.   Den ligger i provinsen Hamadan, i den nordvästra delen av landet, 300 km sydväst om huvudstaden Teheran. Moḩammadābād ligger 1 574 meter över havet och antalet invånare är 418.
Terrängen runt Moḩammadābād är varierad.Runt Moḩammadābād är det ganska tätbefolkat, med 124 invånare per kvadratkilometer. Närmaste större samhälle är Nahāvand, 15,2 km öster om Moḩammadābād. Trakten runt Moḩammadābād består till största delen av jordbruksmark.